# Don Floro
Pour les articles homonymes, voir Floro.
Don Floro, est une telenovela chilienne diffusée en 2004 par Mega.

## Distribution
- Fernando Alarcón - Florencio Díaz "Don Floro"
- Philippe Trillat - Antonio Díaz
- Sergio Aguirre - Max Díaz
- Renato Münster - Guido Zacarelli
- Ana María Gazmuri - Carmen
- María Isabel Indo	- Andrea
- Carla Jara - Angélica Díaz
- Eduardo Mujica - Miguel Díaz
- Nicole Pérez - Tatiana Díaz
- Elvira Cristi - Cristina Díaz
- Sebastian Dahm - Ricardo
- Gerardo Del Lago - José Tomás
- Andrea Freund - Susana
- Cristina Tocco - Lulú
- Monserrat Torrent - Elisa
- Alexander Urcullu - Fito
- Silvia Novak - Cecilia
- Oscar Garcés - Gustavo
- Rony Munizaga - Matías
- Alejandro Montes - Javier
- Rosa Ramírez - Teresa
- Violeta Vidaurre - Graciela
- Paula Fernández - Paola
- Elizabeth Hernández - Fabiola
- León Murillo - Montoya
- Helvecia Viera

## Diffusion internationale
- Mega
- Ect TV